# Fylkir Reykjavík
El Fylkir FC es un equipo de fútbol de Islandia que compite en la Úrvalsdeild Karla, la liga de fútbol más importante del país. Fylkir significa trébol.

## Historia
Fue fundado en 1967 en la ciudad de Árbær, al este de la capital Reikiavik con el nombre de KSÁ (Knattspyrnufélag Seláss og Árbæjar), el cual no simpatizó con el pueblo y lo cambiaron al de hoy en día. 
Cuentan aparte con equipo en voleibol, balonmano, gimnasia y karate.

## Palmarés
- Copa de Islandia: 2

2001, 2002
- Úrvalsdeild Karla: 0
  - Subcampeón (2):

2000, 2002
- 2. deild karla: 2

1977, 1987

## Participación en competiciones europeas
| Temporada | Torneo             | Ronda             | Club                     | Casa | Visita | Global |
| --------- | ------------------ | ----------------- | ------------------------ | ---- | ------ | ------ |
| 2001      | Copa UEFA          | 1                 | Pogoń Szczecin           | 2-1  | 1-1    | 3-2    |
| 2001      | Copa UEFA          | 2                 | Roda JC Kerkrade         | 1-3  | 0-3    | 1-6    |
| 2002      | Copa UEFA          | 1                 | Royal Excelsior Mouscron | 1-1  | 1-3    | 2-4    |
| 2003      | Copa UEFA          | 1                 | AIK                      | 0-0  | 0-1    | 0-1    |
| 2004      | Copa Intertoto     | 1                 | KAA Gent                 | 0-1  | 1-2    | 1-3    |
| 2008      | Copa Intertoto     | 1                 | FK Riga                  | 0-2  | 2-1    | 2-3    |
| 2010      | UEFA Europa League | 1ª Clasificatoria | FC Torpedo Zhodino       | 1-3  | 0-3    | 1-6    |

### Gerentes Anteriores
|                                  | \| Nombre \| País \| Años \| \| -------------------------------- \| ---- \| --------- \| \| Óskar Sigurðsson \| \| 1972–73 \| \| Theodór Guðmundsson \| \| 1974-76 \| \| Axel Axelsson \| \| 1977 \| \| Theodór Guðmundsson \| \| 1978-79 \| \| Gylfi Gíslason \| \| 1980 \| \| Theodór Guðmundsson \| \| 1981 \| \| Lárus Loftsson \| \| 1982 \| \| Axel Axelsson \| \| 1983 \| \| Ólafur Magnússon \| \| 1984-85 \| \| Marteinn Geirsson \| \| 1986-91 \| \| Magnús Jónatansson \| \| 1992-93 \| \| Bjarni Jóhannsson \| \| 1994 \| \| Magnús Pálsson \| \| 1995–96 \| \| Margeir Þórir Sigfússon \| \| 1996 \| \| Atli Eðvaldsson \| \| 1997 \| \| Ólafur Þórðarson \| \| 1998-99 \| \| Bjarni Jóhannsson \| \| 2000-01 \| \| Aðalsteinn Víglundsson \| \| 2002-03 \| \| Þorlákur Árnason \| \| 2004-05 \| \| Sverrir Sverrisson Jón Sveinsson \| \| 2005 \| \| Leifur Garðarsson \| \| 2006-08 \| \| Sverrir Sverrisson \| \| 2008 \| \| Ólafur Þórðarson \| \| 2009–2011 \| \| Ásmundur Arnarsson \| \| 2012 \| |           |
| Nombre                           | País | Años      |
| Óskar Sigurðsson                 | Bandera de Islandia | 1972–73   |
| Theodór Guðmundsson              | Bandera de Islandia | 1974-76   |
| Axel Axelsson                    | Bandera de Islandia | 1977      |
| Theodór Guðmundsson              | Bandera de Islandia | 1978-79   |
| Gylfi Gíslason                   | Bandera de Islandia | 1980      |
| Theodór Guðmundsson              | Bandera de Islandia | 1981      |
| Lárus Loftsson                   | Bandera de Islandia | 1982      |
| Axel Axelsson                    | Bandera de Islandia | 1983      |
| Ólafur Magnússon                 | Bandera de Islandia | 1984-85   |
| Marteinn Geirsson                | Bandera de Islandia | 1986-91   |
| Magnús Jónatansson               | Bandera de Islandia | 1992-93   |
| Bjarni Jóhannsson                | Bandera de Islandia | 1994      |
| Magnús Pálsson                   | Bandera de Islandia | 1995–96   |
| Margeir Þórir Sigfússon          | Bandera de Islandia | 1996      |
| Atli Eðvaldsson                  | Bandera de Islandia | 1997      |
| Ólafur Þórðarson                 | Bandera de Islandia | 1998-99   |
| Bjarni Jóhannsson                | Bandera de Islandia | 2000-01   |
| Aðalsteinn Víglundsson           | Bandera de Islandia | 2002-03   |
| Þorlákur Árnason                 | Bandera de Islandia | 2004-05   |
| Sverrir Sverrisson Jón Sveinsson | Bandera de Islandia | 2005      |
| Leifur Garðarsson                | Bandera de Islandia | 2006-08   |
| Sverrir Sverrisson               | Bandera de Islandia | 2008      |
| Ólafur Þórðarson                 | Bandera de Islandia | 2009–2011 |
| Ásmundur Arnarsson               | Bandera de Islandia | 2012      |

## Jugadores

### Jugadores destacados
- Peter Gravesen
- Viktor Bjarki Arnarsson
- Helgi Valur Daníelsson
- Haukur Ingi Guðnason
- Ólafur Þór Gunnarsson
- Eyjólfur Héðinsson
- Guðlaugur Victor Pálsson
- Ragnar Sigurðsson
- Ólafur Ingi Skúlason
- Kjartan Sturluson
- Björgólfur Takefusa
- Ólafur Þórðarson
- Guðmundur Torfason
- Gylfi Einarsson
- Errol McFarlane
- Andrés Már Jóhannesson

### Equipo 2024

#### Altas y bajas 2018-19 (verano)
| Altas                  | Altas     | Altas         | Altas               | Altas |
| Jugador                | Posición  | Procedencia   | Tipo                | Costo |
| ---------------------- | --------- | ------------- | ------------------- | ----- |
| Tristan Koskor         | Delantero | Tartu Tammeka | Cesión.             | --    |
| Arnór Gauti Ragnarsson | Delantero | Breiðablik    | Fichaje definitivo. | --    |

| Bajas   | Bajas    | Bajas       | Bajas | Bajas |
| Jugador | Posición | Procedencia | Tipo  | Costo |
| ------- | -------- | ----------- | ----- | ----- |